# Chromatomyia alopecuri
Chromatomyia alopecuri este o specie de muște din genul Chromatomyia, familia Agromyzidae, descrisă de Griffiths în anul 1980.
Este endemică în Alberta. Conform Catalogue of Life specia Chromatomyia alopecuri nu are subspecii cunoscute.